# Stevenia eggeri
Stevenia eggeri är en tvåvingeart som först beskrevs av Gabriel Strobl 1906.  Stevenia eggeri ingår i släktet Stevenia och familjen gråsuggeflugor. Inga underarter finns listade i Catalogue of Life.